# حسام‌الدین رضوی
حسام‌الدین رضوی سیاست‌مدار ایرانی بود، که در دوره بیست و یکم بعنوان نماینده آبادان و   دوره بیست و دوم  و  دوره بیست و سوم  بعنوان نماینده شیراز در مجلس شورای ملی حضور داشت.